# Luc Lefèbvre
Luc Lefèbvre (Bergen, 1956) is een Belgisch stripauteur, bekend onder zijn pseudoniem Ptiluc. Hij is vooral bekend voor zijn strips met chagrijnige en filosoferende ratten in de hoofdrol.

## Carrière
Lefèbvre was zoon van een apotheker, groeide op in Quévy en liep school aan het atheneum van Bergen. Zijn eerste korte strips verschenen in tijdschriften van uitgeverij Archers (Vie privée, Échec à l'échec, Moto news) en in het magazine Spatial van Michel Deligne. In 1980 kon hij publiceren in het nieuwe tijdschrift Aie!, geleid door Jean-Claude de la Royère. Vervolgens werkte hij drie jaar als illustrator bij de uitgever Didier-Hatier, onder andere voor taalleerboeken. Via deze weg kwam hij in contact met de Fransman Maurice Trévinal, die de uitgeverij Vents d'Ouest opstartte. Bij deze uitgever verscheen in 1983 het eerste album van Ptiluc: Pacush Blues. Datzelfde jaar verscheen Jefferson, of het bestaan is een pijn, dat hij opdroeg aan zijn overleden moeder. Hij woonde intussen in Frankrijk, maar het album De draak van Mons (1989) wijdde hij aan zijn Belgische roots. Nadat Vents d'Ouest in 1991 werd overgenomen door Glénat, stapte Ptiluc over naar uitgever Albin Michel. Hij publiceerde ook bij Humanoïdes Associés (De ratten, 1995). Hij is een fervent motorrijder die de wereld rondreisde op een motorfiets. Uit deze belevenissen distilleerde hij de stripreeks Mémoires d'un motard (vanaf 1995). En bij uitgever Dupuis publiceerde hij in 2019 de strip Hitler in de collectie La véritable histoire vraie.

## Humor
Ptiluc beoefent een scherpe satire over de mens aan de hand van dieren als personages. Zijn ironie is bijtend en zijn humor is verwant aan die van Franse tekenaars als Gotlib, Daniel Goossens of Edika, maar ook aan de trash-humor van Kebra of aan die van Robert Crumb.
- Bibliothèque nationale de France: cb120507906 (data)
- Gemeinsame Normdatei: 115293787
- International Standard Name Identifier: 0000 0003 7423 3993
- Library of Congress Control Number: n90711059
- Nationale Bibliotheek van Israël: 987007402228205171
- Nederlandse Thesaurus van Auteursnamen: 073473049
- Système universitaire de documentation: 028732375
- Virtual International Authority File: 49951043
- WorldCat: E39PBJyGThC6BMdyhRRdrTrrMP